# Hilda Sour

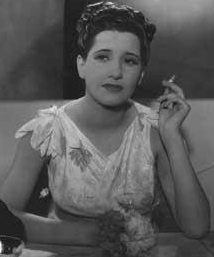
Hilda Sour

Hilda Sour (* 30. Dezember 1915 in Rancagua; † 6. Juni 2003 in Santiago de Chile) war eine chilenische Schauspielerin und Sängerin.

## Leben
Sour debütierte 1934 in Jorge Délanos Film Norte y sur an der Seite von Alejandro Flores und Guillermo Yánquez. Sie ging dann nach Buenos Aires, wo sie zunächst bei Radio Belgrano arbeitete und dann als Schauspielerin am Teatro Maipo auftrat. Dort fiel sie dem Kritiker Julio Escobar auf, der sie an den Regisseur Manuel Romero empfahl. Dieser setzte sie bei der Filmadaption seines Theaterstücks Mujeres que trabajan (1938) ein. Auch ihr nächster Film war eine Adaption eines Theaterstücks – Jettatore (1938) von Luis Bayón Herrera, in dem ihre Filmpartner die Komiker Tito Lusiardo und Enrique Serrano waren. Es folgten weitere Filme wie Retazo (1939) von Elías Alippi (mit Paulina Singerman), Divorcio en Montevideo (1939), Casamiento en Buenos Aires (1940) von Manuel Romero, El solterón vom Francisco Mujica und Soñar No Cuesta Nada (1941) von Luis César Amadori.
Daneben arbeitete sie auch weiter als Theaterschauspielerin u. a. am Theater an der calle Corrientes in Buenos Aires und trat in Chile als Sängerin auf. 1945 ging sie nach Mexiko, wo sie ebenfalls als Sängerin aktiv war und ihre Laufbahn als Filmschauspielerin fortsetzte. Es entstanden die Filme Nocturno de amor (1948) von Emilio Gómez Muriel, Señora Tentación (1948) von José Díaz  Morales (mit Ninón  Sevilla und Agustín Lara). Es folgten Auftritte an verschiedenen Broadway-Theatern. Sour kehrte dann nach Mexiko zurück und spielte  1949 in Callejera von Emilio Gómez Muriel und die Maria Félix in Mujeres  en mi vida.
Sour kehrte dann nach Chile zurück und trat in dem Film Uno que ha sido  marino von José Bohr mit dem Sänger Arturo Gatica auf, der ihr Ehemann wurde. Mit diesem und dem Pianisten Jorge Astudillo unternahm sie eine erfolgreiche Konzerttournee durch Lateinamerika, Europa und den Nahen Osten. Nach ihrer Rückkehr wirkte sie noch an einigen Filmen wie Ciao amore ciao (1968) und El afuerino (1971) von Alejo Alvarez und gelegentlich an Fernseh- und Theaterproduktionen mit, konnte jedoch an ihre früheren Erfolge nicht mehr anknüpfen.

## Filmografie
- 1934: Norte y Sur
- 1938: Mujeres que trabajan
- 1938: Jettatore
- 1939: Margarita, Armando y su padre
- 1939: Retazo
- 1939: Divorcio en Montevideo
- 1940: Casamiento en Buenos Aires
- 1941: El solterón
- 1941: Soñar no cuesta nada
- 1942: Amor último modelo
- 1943: La juventud manda
- 1943: Las sorpresas del divorcio
- 1948: Señora Tentación
- 1948: Nocturno de amor
- 1949: Callejera
- 1950: Mujeres en mi vida
- 1950: Cuide a su marido
- 1951: Uno que ha sido marino
- 1968: Chão, amor
- 1971: El afuerino